# Camilo Vargas
Camilo Andrés Vargas Gil (* 9. März 1989 in Bogotá) ist ein kolumbianischer Fußballtorhüter, der bei Atlas Guadalajara unter Vertrag steht.

## Karriere

### Verein
Camilo Vargas spielte in der Jugend zuerst beim Hauptstadtclub Club Deportivo Maracaneiros und ging mit 16 Jahren zu Independiente Santa Fe. Bereits mit 18 Jahren kam er als Ersatztorwart bei einem Spiel in der Categoría Primera A, der höchsten Liga in Kolumbien, zum Einsatz. 2009 holte er mit dem Pokalsieg seinen ersten Vereinstitel mit dem Team. Ein besonderes Jahr für ihn war 2011. In der zweiten Jahreshälfte war er erstmals der Stammtorhüter von Santa Fe. Als Torhüter erzielte er ein besonders bedeutendes Tor: Im Clásico, dem Stadtduell mit den Millonarios FC, erzielte er mit einem Kopfballtreffer das Siegtor.
In der Apertura des Spieljahrs 2012 war er eine Stütze beim Gewinn der Meisterschaft. Anschließend holte er mit dem Team auch den Superliga-Titel gegen die Millonarios, die den Meistertitel der zweiten Jahreshälfte geholt hatten. Im Juli 2013 stand er erneut im Ligafinale, musste sich aber diesmal mit der Vizemeisterschaft zufriedengeben. In der Finalización 2014 klappte es dann aber mit dem zweiten Meistertitel. Sein zweites Ligator erzielte der Torwart per Elfmeter.
2015 wechselte der Torhüter zu Ligakonkurrent Atlético Nacional, mit dem Camilo Vargas in der Finalización 2015 erneut Meister wurde. Im Januar 2016 wurde Vargas dann zu den Argentinos Juniors ausgeliehen. Danach ging er zurück in die kolumbianische Heimat, wurde allerdings innerhalb der Liga zu Deportivo Cali in der zweiten Jahreshälfte erneut verliehen. Nach einer Verletzung kehrte Vargas dann zu seinen Verein Atlético Nacional zurück, kam aber in nur einem Spiel zum Einsatz. So verlieh Atlético Nacional den Torwart erneut an Deportivo Cali, die schließlich die vereinbarte Kaufoption zogen. Hier gelang ihm das Kunststück, sein zweites Tor aus dem Spiel heraus, wieder per Kopf und wieder gegen die Millionarios, zu erzielen. Durch gute Leistungen wurde Atlas Guadalajara auf ihn aufmerksam und nahm Vargas 2019 unter Vertrag.

### Nationalmannschaft
Camilo Vargas spielte in Jugend für nationale Auswahlmannschaften seines Landes und ab dem Meisterjahr 2012 wurde er auch in die Nationalmannschaft Kolumbiens berufen. Obwohl er häufig als Ersatztorhüter aufgeboten wurde, kam zu keinem Einsatz im Nationaltrikot. Bei der Fußball-Weltmeisterschaft 2014 in Brasilien wurde er als dritter Torhüter in das 23-köpfige kolumbianische Aufgebot aufgenommen.
Bei der Fußball-Weltmeisterschaft 2018 in Brasilien gehörte er zum kolumbianischen Aufgebot. Er kam als Ersatztorhüter zu keinem Einsatz und schied mit der Mannschaft im Achtelfinale gegen England im Elfmeterschießen aus.

## Erfolge
Santa Fe
- Kolumbianischer Meister: 2012-I, 2014-II
- Kolumbianischer Pokalsieger: 2009
- Kolumbianischer Supercup: 2013

Atlético Nacional
- Kolumbianischer Meister: 2015-II

Atlas Guadalajara
- Mexikanischer Meister: 2021-A